# Hellebos (Kampenhout)
Het Hellebos is een hoefijzervormig Ferrarisbos gelegen tussen Kampenhout en Perk. Het ligt op het grondgebied van de deelgemeenten Kampenhout-Berg en Kampenhout-centrum (gemeente Kampenhout). Het gebied is Europees beschermd als onderdeel van Natura 2000-gebied 'Valleigebied tussen Melsbroek, Kampenhout, Kortenberg en Veltem (BE2400010). In het Hellebos bevindt zich een gecontesteerde en illegaal uitgebate slipschool van de federale politie.

## Ruimtelijke structuur
Het Hellebos maakt deel uit van een fossiele oost-west georiënteerde rivierbedding, mogelijk van de Dijle/Demer, die via het Silsombos (watert nu af via de Weesbeek en Molenbeek), het Torfbroek (Weesbeek) en de vallei van de Trawool (Floordambos, Peutiebos, Vilvoorde-Broek) naar de Zenne bij het huidige Vilvoorde stroomde. Het Hellebos vormt vandaag, tezamen met het nabijgelegen Torfbroek in Berg, een deel van De Groene Vallei, een complex van natuurgebieden in het gebied tussen Brussel, Mechelen en Leuven.
Het Hellebos wordt vandaag gedraineerd naar het noorden door de Barebeek via Elewijt, Hofstade en Plankendael naar de Dijle.
Ten zuiden van het Hellebos werd het aansluitende Duistboscomplex aan het einde van de jaren 60 verkaveld tot woonwijken (woonpark op het gewestplan).

## Ecologie
Het bos bestaat uit zowel natte als drogere percelen. Een deel van het bos is verschillende eeuwen oud en er zijn vele oude eiken en beuken waardoor het geliefd is door spechten. Naast 4 spechtensoorten komen er o.a. ook boomkruipers, boomklevers en buizerden voor. Vaak voorkomende zoogdieren zijn de vossen, reeën en marters. Verder komt de hazelworm vrij algemeen voor en ook de ringslang is er al waargenomen.

## Bezoeken
Het bos is toegankelijk voor wandelaars. Er is parkeergelegenheid aan de rand van de Hellebosstraat. Er is wel geen bewegwijzering.

## Slipschool van de federale politie
In het Hellebos opereert de federale politie sinds de jaren 1990 een slipschool ("centrum vervolmaking auto") op gronden van de Regie der Gebouwen, waarvan de vergunning in mei 2016 verliep. Voor de aanleg van deze slipschool werden heel wat bomen gekapt zonder vergunning. Tegen de aanwezigheid van deze school in het Natura 2000-gebied werden herhaalde acties gevoerd, maar desondanks besliste de federale politie om in 2021 een vergunning voor de uitbating aan te vragen bij de provincie Vlaams-Brabant. Het voltallige gemeentebestuur van Kampenhout, buurtbewoners en Natuurpunt verzetten zich hiertegen en vroegen de herlocatie van deze activiteit. Er kwamen meer dan 500 bezwaarschriften binnen tegen de aanvraag tot vergunning. In maart 2022 weigerde minister voor omgeving Zuhal Demir de vergunning, waardoor de slipschool definitief moet verdwijnen.